# Verteidigungsbezirkskommando

Kommandozeichen eines Befehlshabers eines Verteidigungsbezirkskommandos bis 2004

Verteidigungsbezirkskommandos (VBK) waren den Wehrbereichskommandos nachgeordnete Kommandobehörden der Bundeswehr.
Hauptauftrag war die Territoriale Verteidigung in ihrem Verteidigungsbezirk. Die ersten Verteidigungsbezirkskommandos wurden als Teil des Territorialheers Anfang der 1960er-Jahre aufgestellt und wechselten 2001 vom Heer in die Streitkräftebasis. Die Verteidigungsbezirkskommandos wurden Mitte 2007 außer Dienst gestellt. Ihre Aufträge wurden im Wesentlichen von den Landeskommandos und den unterstellten Kreis- und Bezirksverbindungskommandos übernommen.

## Aufträge

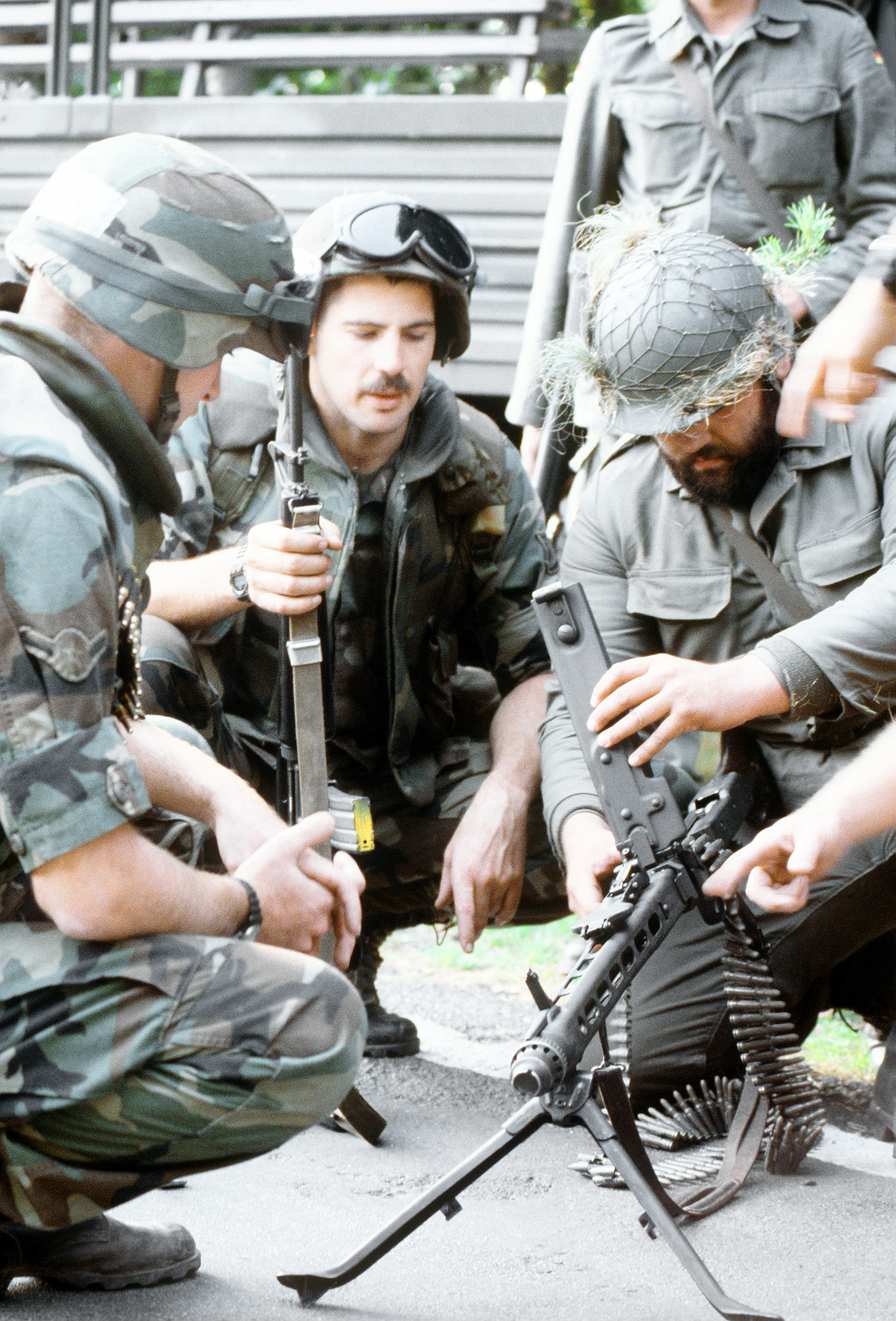
Reservisten der Heimatschutztruppe (JgBtl 942, Heimatschutzregiment 94 „Kurpfalz“, Verteidigungsbezirkskommando 45) üben 1988 mit amerikanischen GIs

Als Teil des Territorialheeres übernahmen die Verteidigungsbezirkskommando regional auf ihren Verteidigungsbezirk begrenzte streitkräftegemeinsame Teilaufgaben der Territorialen Verteidigung im rückwärtigen Gebiet. Im Wesentlichen sicherten die Verteidigungsbezirkskommandos die Operationsfreiheit der in ihrem Verteidigungsbezirk operierenden alliierten Truppen sowie des Feldheers der Bundeswehr. Dazu wurden sie durch die dem übergeordneten Wehrbereichskommando und Territorialkommando direkt unterstellte Truppenteile unterstützt. Über die Verbindungskommandos (und bis 2001 auf unterster Ebene auch über Verteidigungskreiskommandos) hielten die Verteidigungsbezirkskommando Kontakt zu den alliierten Truppen, Verbänden des Feldheeres (ab Divisionen abwärts) zivilen Verwaltungsstellen (insbesondere den Regierungspräsidien, Landräten, Oberbürgermeistern oder Landesregierungen), sowie Dienststellen der Territorialen Wehrverwaltung (beispielsweise Wehrbereichsverwaltungen, Standortverwaltungen, Kreiswehrersatzämter). Zur Zusammenarbeit mit den unteren zivilen Stellen wurden 2001 statt der Verteidigungskreiskommandos Kreisverbindungskommandos eingerichtet.
Die Verteidigungsbezirkskommandos verwalteten oder betrieben dazu in den Verteidigungsbezirken Depots für Wehrmaterial, Munitionsniederlagen, Übungsplätze, Schießanlagen, kleinere Tanklager und andere ortsfeste militärische Einrichtungen oder schulische Einrichtungen wie die Bundeswehrfachschulen. Die Standortältesten (in Hamburg und München: Standortkommandanten) und Standortfeldwebel waren meist gleichzeitig Kommandeure der örtlichen Verteidigungsbezirkskommandos oder der unterstellten Verteidigungskreiskommandos.
Die den Verteidigungsbezirken unterstellten Truppenteile der Heimatschutztruppe konnten zeitlich und örtlich eng begrenzt wichtige Infrastruktur wie Marschstraßen, Flussübergänge, Flugplätze, Mobilmachungsstützpunkte, Sondermunitionslager, Gefechtsstände, ortsfeste Fernmeldeeinrichtungen usw. gegen luftgelandeten, eingesickerten oder durchgebrochenen Feind sichern. Die unterstellten Wallmeistertrupps bereiteten Sperren für den Verteidigungsfall vor.
Im Frieden bildeten die Verteidigungsbezirkskommandos im Rahmen von Wehrübungen Reservisten aus und führten Wehrleit- und Ersatzbataillone, die besondere Bedeutung für das Ersatzwesen der Bundeswehr und die Mobilmachung hatten. Einige Verteidigungsbezirkskommandos übernahmen zusätzlich zu den Unterstützungskommandos Aufgaben im Rahmen des WHNS-Programms und unterstützten alliierte Streitkräfte bei der Mobilmachung in Deutschland.
Nach dem Ende des Kalten Krieges, spätestens nach dem Wechsel in die Streitkräftebasis, wurden die Aufgaben zur Vorbereitung des Verteidigungsfalles, insbesondere auf dem Gebiet der Mobilmachung, des Personalersatzes, des Sperranlagenbaus und des Heimatschutzes, stark reduziert. Im Vordergrund stand nun der Friedensbetrieb der Einrichtungen im Wehrbereich, der Kontakt zu zivilen Stellen, die zivil-militärische Zusammenarbeit und die Unterstützung der (nun meist freiwilligen) Reservistenarbeit in Zusammenarbeit mit dem Verband der Reservisten der Deutschen Bundeswehr.

## Gliederung
Die Verteidigungsbezirkskommandos umfassten wie die meisten Truppenteile des Territorialheeres nur wenige aktive Soldaten. Erst im Verteidigungsfall konnte das Verteidigungsbezirkskommando durch die Einberufung von Reservisten und die Mobilmachung eingelagerten und zivilen Materials auf eine Truppenstärke anwachsen, die von Verteidigungsbezirkskommando zu Verteidigungsbezirkskommando stark schwankte aber um 1989 meist etwa einer Brigade des Feldheeres entsprach. Die längste Zeit ihres Bestehens untergliederten sich die meisten Verteidigungsbezirkskommandos abgeleitet von der zivilen Verwaltungsgliederung noch weiter in unterstellte Verteidigungskreiskommandos auf Ebene der Landkreise und kreisfreien Städte. Vielen Verteidigungsbezirkskommandos oder den ihnen unterstellten Verteidigungskreiskommandos waren um 1989 je nach Lage mehrere Heimatschutzkompanien, Heimatschutzregimenter mit meist mehreren unterstellen Jägerbataillonen sowie Sicherungskompanien und Sicherungsbataillone als Kern der infanteristisch geprägten Heimatschutztruppe unterstellt. Verteidigungsbezirkskommandos in der Nähe der Grenze zum Territorium des Warschauer Paktes waren häufig kleiner als eine der Brigaden des Feldheeres, weil bei ihnen Truppenteile der Heimatschutztruppe meist nicht oder nur in sehr geringem Umfang aufgestellt wurden. Daneben unterstanden häufig Wallmeistertrupps, überwiegend ortsfeste Fernmeldeeinrichtungen, Standortkommandanturen, Verkehrskommandaturen, Truppenübungsplatzkommandaturen, Bundeswehrfachschulen, Wehrleit- und Ersatzbataillone, sowie Verbindungskommandos zu alliierten Streitkräften, zu Truppenteilen des Feldheeres oder zu zivilen Verwaltungsstellen.

## Geschichte

### Vorgeschichte
Ab 1958 wurde mit der Aufstellung von „VP-TV Stäben“ begonnen. Die Territorialverteidigungsstäbe unterstanden den kurz zuvor ausgeplanten Wehrbereichskommandos.

### Aufstellung
Die Verteidigungsbezirkskommandos gingen zur Einnahme der Heeresstruktur II in den 1960er-Jahren (meist bis 1963) als Teil des Territorialheeres aus den „VP-TV Stäben“ hervor. Sie wurden den Befehlshabern der sechs einige Zeit zuvor ausgeplanten Wehrbereichskommandos unterstellt. Angelehnt an die zivilen Verwaltungsgliederung entsprach jeder Verteidigungsbezirk meist in etwa einem der Regierungsbezirke (in Rheinland-Pfalz bereits den nach der Gebietsreform 1969 angestrebten Regierungsbezirken). In den kleinen Ländern Saarland, Hamburg, Bremen umfasste der Kommandobereich das gesamte Land. In Niedersachsen waren der kleine Verwaltungsbezirk Braunschweig und der kleine Regierungsbezirk Aurich Teil größerer Verteidigungsbezirke, die mehrere Verwaltungsgebiete Niedersachsens umfassten. In Schleswig-Holstein wurden keine Regierungsbezirke eingerichtet; bei der Gliederung Schleswig-Holsteins in zwei Verteidigungsbezirke orientierte man sich daher an der historischen Grenze der Landesteile Schleswig und Holstein und der Größe der Regierungsbezirke anderer Länder. Entsprechend waren die Stäbe zur besseren Koordinierung mit den zivilen Stäben meist in der Landeshauptstadt oder am Sitz des Regierungspräsidiums angesiedelt. Wegen der besonderen völkerrechtlichen Situation entsprechend dem Viermächte-Status wurden in West-Berlin keine bundesdeutschen Truppen stationiert und demzufolge auch keine territoriale Wehrorganisation mit Verteidigungsbezirkskommandos ausgeplant. In den Wehrbereichen wurden zunächst folgende Verteidigungsbezirkskommandos aufgestellt:
- Wehrbereichskommando I[2]
  -  Verteidigungsbezirkskommando 10 (Stab in Hamburg)
  -  Verteidigungsbezirkskommando 11 (Flensburg, später Schleswig)
  -  Verteidigungsbezirkskommando 12 (Neumünster)
- Wehrbereichskommando II[4]
  -  Verteidigungsbezirkskommando 20 (zunächst als Standortkommando Bremen bezeichnet, Bremen)
  -  Verteidigungsbezirkskommando 21 (Osnabrück)
  -  Verteidigungsbezirkskommando 22 (Hannover)
  -  Verteidigungsbezirkskommando 23 (Hildesheim, später Braunschweig)
  -  Verteidigungsbezirkskommando 24 (Oldenburg)
  -  Verteidigungsbezirkskommando 25 (Lüneburg)
  -  Verteidigungsbezirkskommando 26 (Stade)
- Wehrbereichskommando III[5]
  -  Verteidigungsbezirkskommando 31 (Köln)
  -  Verteidigungsbezirkskommando 32 (Düsseldorf)
  -  Verteidigungsbezirkskommando 33 (Münster)
  -  Verteidigungsbezirkskommando 34 (Arnsberg)
  -  Verteidigungsbezirkskommando 35 (Detmold)
  -  Verteidigungsbezirkskommando 36 (Aachen)
- Wehrbereichskommando IV[6]
  -  Verteidigungsbezirkskommando 41 (Koblenz)
  -  Verteidigungsbezirkskommando 42 (Trier)
  -  Verteidigungsbezirkskommando 43 (Darmstadt)
  -  Verteidigungsbezirkskommando 44 (Kassel)
  -  Verteidigungsbezirkskommando 45 (Neustadt)
  -  Verteidigungsbezirkskommando 46 (Saarbrücken)
  -  Verteidigungsbezirkskommando 47 (Gießen)
- Wehrbereichskommando V[7]
  -  Verteidigungsbezirkskommando 51 (Stuttgart)
  -  Verteidigungsbezirkskommando 52 (Karlsruhe)
  -  Verteidigungsbezirkskommando 53 (Freiburg im Breisgau)
  -  Verteidigungsbezirkskommando 54 (Tübingen)
- Wehrbereichskommando VI[8]
  -  Verteidigungsbezirkskommando 61 (Augsburg)
  -  Verteidigungsbezirkskommando 62 (Regensburg)
  -  Verteidigungsbezirkskommando 63 (Ansbach)
  -  Verteidigungsbezirkskommando 64 (Würzburg)
  -  Verteidigungsbezirkskommando 65 (München)
  -  Verteidigungsbezirkskommando 66 (Landshut)
  -  Verteidigungsbezirkskommando 67 (Bayreuth)

### Neuorganisation in Schleswig-Holstein
Die besondere Organisation der NATO-Kommandostruktur im Bereich LANDJUT bzw. im Territorialkommando Schleswig-Holstein/Wehrbereichskommando I und die besondere Verwaltungsgliederung im Land Schleswig-Holstein, wo die Landesregierung anders als in den anderen großen Flächenländern auf die Einrichtung von Regierungsbezirken verzichtete, spiegelte sich auch in der Organisation des Territorialheeres in Schleswig-Holstein wider. Die Verteidigungsbezirkskommandos 11 und 12 wurden 1975 und 1966 aufgelöst. Das Territorialkommando Schleswig-Holstein/Wehrbereichskommando I führte die Verteidigungskreiskommandos unmittelbar.

### Auflösungen im Rahmen von Gebietsreformen
Im Zuge der kommunalen Gebietsreformen in Nordrhein-Westfalen wurde der Regierungsbezirk Aachen 1972 aufgelöst und sein Gebiet der Bezirksregierung in Köln zugeteilt. Analog wurde das Verteidigungsbezirkskommando 36 außer Dienst gestellt. Das Verteidigungsbezirkskommando 31 in Köln übernahm die Truppenteile und Aufträge im entfallenen Verteidigungsbezirk 36.
Ähnlich wurde 1978 bei der Verschmelzung des Regierungsbezirks Osnabrück und des Verwaltungsbezirks Oldenburg zum neu eingerichteten Regierungsbezirk Weser-Ems verfahren. Das Verteidigungsbezirkskommando 21 wurde außer Dienst gestellt und sein Kommandobereich dem vergrößerten Verteidigungsbezirkskommando 24 eingegliedert. Etwa zeitgleich wurde das Verteidigungsbezirkskommando 26 außer Dienst gestellt und sein bisheriges Gebiet dem Verteidigungsbezirk 25 eingegliedert, um die Eingliederung des Regierungsbezirks Stade in den Regierungsbezirk Lüneburg abzubilden.

### Nach der Wiedervereinigung
Nach der Wiedervereinigung wurden in den neuen Ländern und Gesamt-Berlin zügig die aus Westdeutschland bekannten territorialen Strukturen geschaffen. Die bisherige administrative territoriale Gliederung der Landstreitkräfte der Nationalen Volksarmee mit den Militärbezirken III und V als oberste Gliederungsebene entfiel. Den neuen Wehrbereichskommandos VII und VIII wurden entsprechend mehrere neu ausgeplante Verteidigungsbezirkskommandos unterstellt. Man orientierte sich aber beim Zuschnitt der neuen Verteidigungsbezirke und der Wahl der Standorte für die Stäbe eindeutig an den aus der Deutschen Demokratischen Republik bekannten Bezirken. In Sachsen entsprachen die gewählten Verteidigungsbezirke den später errichteten Regierungsbezirken. In Sachsen-Anhalt führte die „Aufteilung“ des ehemaligen Gebietes des Bezirks Halle auf die neuen Regierungsbezirke Dessau und Halle nicht zu einer Neugliederung und Teilung des Verteidigungsbezirkskommandos 81. In den anderen ostdeutschen Ländern wurden keine Regierungsbezirke eingerichtet, so dass die an den Bezirken orientierte Gliederung zunächst Bestand hatte. In Ostdeutschland wurden folgende Verteidigungsbezirkskommandos neu ausgeplant:
- Wehrbereichskommando VII[10]
  -  Verteidigungsbezirkskommando 71 (Stab in Erfurt)
  -  Verteidigungsbezirkskommando 72 (Suhl)
  -  Verteidigungsbezirkskommando 73 (Gera)
  -  Verteidigungsbezirkskommando 74 (Leipzig)
  -  Verteidigungsbezirkskommando 75 (Chemnitz)
  -  Verteidigungsbezirkskommando 76 (Dresden)
- Wehrbereichskommando VIII[11]
  -  Verteidigungsbezirkskommando 81 (Halle)
  -  Verteidigungsbezirkskommando 82 (Magdeburg)
  -  Verteidigungsbezirkskommando 83 (Cottbus)
  -  Verteidigungsbezirkskommando 84 (Potsdam)
  -  Verteidigungsbezirkskommando 85 (Frankfurt (Oder))
  -  Verteidigungsbezirkskommando 86 (Schwerin)
  -  Verteidigungsbezirkskommando 87 (Neubrandenburg)
  -  Verteidigungsbezirkskommando 88 (Bad Doberan)
- Verteidigungsbezirkskommando 100/ Standortkommandantur Berlin (Berlin)

Das für Berlin eingerichtete Verteidigungsbezirkskommando 100/ Standortkommandantur Berlin wurde zeitgleich mit den anderen Verteidigungsbezirkskommandos aufgestellt. 1995 wurde es dem Wehrbereichskommando VIII unterstellt. 1997 wurde es in Standortkommando Berlin umbenannt. Das Standortkommando Berlin übernahm trotz seiner Umbenennung weiterhin ähnliche Aufgaben wie die anderen Verteidigungsbezirkskommandos.
Der Umfang der Heimatschutztruppe wurde reduziert. Neben der Auflösung vieler Sicherungsbataillone, Sicherungskompanien und Heimatschutzkompanien wurden die Heimatschutzregimenter in ihrer Größe reduziert und ab etwa 1992 als Heimatschutzbataillone neu aufgestellt. Mit Aufhebung des WHNS-Programmes wurden die in den Verteidigungsbezirken aufgestellten Sicherungstruppenteile beginnend ab 1992 ebenfalls aufgelöst.

### Fusion mit Brigaden
Pläne, die Stäbe jeweils eines Verteidigungsbezirkskommandos und einer Brigade zur Einnahme der Heeresstruktur V (N) analog zur Zusammenfassung der Divisions- und Wehrbereichskommandostäbe sowie beim Korps/Territorialkommando Ost zu fusionieren, kamen zwischen 1994 und 1996 nicht über Ansätze hinaus. Fusioniert waren kurzzeitig:
- Panzerbrigade 39/ Verteidigungsbezirkskommando 71
- Panzergrenadierbrigade 40/ Verteidigungsbezirkskommando 86
- Panzerbrigade 42/ Verteidigungsbezirkskommando 84
- Panzerbrigade 36/ Verteidigungsbezirkskommando 64[2][12]

### Neuorganisation in Norddeutschland
In Schleswig-Holstein wurden die Verteidigungsbezirkskommandos 11 und 12 im Oktober 1993 neu aufgestellt. Dem Wehrbereichskommando I unterstanden nun folgende Verteidigungsbezirkskommandos:
- Wehrbereichskommando I
  -  Verteidigungsbezirkskommando 10 (Stab in Hamburg)
  -  Verteidigungsbezirkskommando 11 (Schleswig, später Rendsburg)
  -  Verteidigungsbezirkskommando 12 (Eutin, später Schleswig)

Zum 1. Oktober 1997 wurde das Wehrbereichskommando VIII aufgelöst. Die Führung der Verteidigungsbezirkskommandos im nördlichen Teil des „alten“ Wehrbereichs VIII, konkret im Land Mecklenburg-Vorpommern, wurde dem Wehrbereichskommando I in Kiel übertragen. Die Verteidigungsbezirkskommandos im südlichen Wehrbereich, konkret in den Ländern Berlin, Sachsen-Anhalt und Brandenburg, wechselten zum Wehrbereichskommando VII in Leipzig.

### Wechsel in die Streitkräftebasis

Kommandozeichen eines Kommandeurs eines Verteidigungsbezirkskommandos seit 2004

2001 wurde das Territorialheer aufgelöst. Die Wehrbereichskommandos und Verteidigungsbezirkskommandos wurden der neu aufgestellten Streitkräftebasis unterstellt. Die Wehrbereiche und Verteidigungsbezirke wurden grundlegend neu geordnet und ihre Anzahl reduziert. Die unterstellten Verteidigungskreiskommandos wurden bis 2004 aufgelöst und seine Aufgabe teils den neu aufgestellten Kreisverbindungskommandos übertragen. Die Verteidigungsbezirkskommandos waren nun die untersten Kommandobehörden der territorialen Wehrorganisation. Ein Verteidigungsbezirk umfasste nun meist mehrere Regierungsbezirke oder ähnlich große Gebiete. Zuletzt gab es 27 Verteidigungsbezirkskommandos und das Standortkommando Berlin. Ihnen unterstanden 50 Verbindungskommandos und die Beauftragten für regionale Angelegenheiten (BeaRegA).

#### Wehrbereich I– Küste
| Verteidigungsbezirkskommandos | Verteidigungsbezirkskommandos | Karte des WBK mit den VBKs |
| ----------------------------- | ----------------------------- | -------------------------- |
| VBK 10                        | VBK 11                        |                            |
| VBK 20                        | VBK 23                        |                            |
| VBK 24                        | VBK 25                        |                            |
| VBK 86                        | VBK 87                        |                            |

#### Wehrbereich II
| Verteidigungsbezirkskommandos | Verteidigungsbezirkskommandos | Karte des WBK mit den VBKs |
| ----------------------------- | ----------------------------- | -------------------------- |
| VBK 31                        | VBK 34                        |                            |
| VBK 35                        | VBK 42                        |                            |
| VBK 46                        | VBK 47                        |                            |

#### Wehrbereich III
| Verteidigungsbezirkskommandos | Verteidigungsbezirkskommandos | Karte des WBK mit den VBKs |
| ----------------------------- | ----------------------------- | -------------------------- |
| StOKdo Berlin                 | VBK 71                        |                            |
| VBK 75                        | VBK 76                        |                            |
| VBK 81                        | VBK 82                        |                            |
| VBK 84                        | VBK 85                        |                            |

#### Wehrbereich IV– Süddeutschland
| Verteidigungsbezirkskommandos | Verteidigungsbezirkskommandos | Karte des WBK mit den VBKs |
| ----------------------------- | ----------------------------- | -------------------------- |
| VBK 51                        | VBK 52                        |                            |
| VBK 63                        | VBK 65                        |                            |
| VBK 66                        | VBK 67                        |                            |

### Auflösung
Alle Verteidigungsbezirkskommandos wurde bis etwa 2007 außer Dienst gestellt. Einige seiner Aufträge wurden den neu aufgestellten Landeskommandos und unterstellten Bezirksverbindungskommandos, Kreisverbindungskommandos und den bis etwa 2012 aufgestellten Regionalen Sicherungs- und Unterstützungskräften als „Nachfolger“ der Heimatschutztruppe übertragen. In Berlin blieb das bisher als Verteidigungsbezirkskommando aufgestellte Standortkommando Berlin erhalten und fungierte nach 2007 als Landeskommando für das Land Berlin.